# Phanera outimouta
Phanera outimouta là một loài thực vật có hoa trong họ Đậu. Loài này được (Aubl.) L.P. Queiroz mô tả khoa học đầu tiên năm 2006.